# 格林伍德学院
格林伍德学院（英語：Greenwood College），又譯称「绿林学院」，是一所西澳大利亚州珀斯市格林伍德区的公立中学，原「格林伍德高中」（Greenwood Senior High School），受西澳大利亞州政府管轄。该学校有8至12年级（mainstream）初中强化英语中心（IEC）和辅助分级教学（USE）、以英語為第二語言或外語（ESL）。格林伍德学院的学生不仅有澳大利亚本地的学生，而且还有国际学生，这些国际学生主要来自中国、日本、泰国、韩国、印度尼西亚和伊朗。一些学生可以选择先在英语强化中心学习。
31°50′S 115°47′E / 31.83°S 115.79°E
1. ↑  . Greenwood College.   [2024-09-30]. （原始内容存档于2025-03-15） （美国英语）.